# Victor Ferreyra
Victor Ferreyra (* 24. únor 1964 Río Tercero, Córdoba) je bývalý argentinský fotbalista.

## Reprezentační kariéra
Victor Ferreyra odehrál za argentinský národní tým v roce 1991 celkem 2 reprezentační utkání a vstřelil v nich 1 gól.

## Statistiky
| Argentina | Argentina | Argentina |
| Roky      | Zápasů    | Gólů      |
| --------- | --------- | --------- |
| 1991      | 2         | 1         |
| Celkem    | 2         | 1         |